# エドゥアルド・モンドラーネ
エドゥアルド・シヴァンボ・モンドラーネ（Eduardo Chivambo Mondlane, 1920年6月20日 - 1969年2月3日）とはモザンビークの独立指導者であり、モザンビーク解放戦線（FRELIMO）の初代書記長である。

## 前半生
バントゥー系シャンガーン人の部族長の16人の息子の第4子として、1920年にモンドラーネはポルトガル領東アフリカに生まれた。彼は12歳まで羊飼いとして働いた。彼は幾つかの異なった初等学校に在籍した後、マンジャカゼ付近のスイス系プレスビテリアンの学校に入学した。しかしながら、彼は中等教育を南アフリカ連邦トランスヴァールのレンマの同教会の学校で終えた。彼は1年間をジャン・ホーフメヤール社会労働学校で費やした後、ヨハネスブルクのUniversity of the Witwatersrandに入学したが、アパルトヘイト政権の樹立のため、わずか1年後には南アフリカから退去を余儀なくされた。1950年6月にモンドラーネはポルトガルの首都リスボンのリスボン大学に入学した。モンドラーネの要請によって彼はアメリカ合衆国に移籍し、31歳にてフェルプス・ストロークス奨学金の下、オハイオ州のオベリン大学に入学した。1951年にオベリン大学に入学したモンドラーネは3年生から始め、1953年に人類学と社会学の学位を取得した。彼はイリノイ州エヴァンストンのノースウェスタン大学で研究を続けた。モンドラーネはノースウェスタン大学で社会学の博士号を取得し、インディアナ州出身でシカゴ郊外に暮らしていた白人系アメリカ人のジャネット・ラエ・ジョンソンと結婚した。

## 政治活動
卒業後、エドゥアルド・モンドラーネは国際連合の職員となった。アントニオ・デ・オリヴェイラ・サラザールの最も重要な側近の一人だったアドリアーノ・モレイラは、政治科学の教授であり、ポルトガル海外領土相(Ministro do Ultramar)のポストに任命されていたが、彼は国際連合にて働いていた際にモンドラーネと出会い、モンドラーネの特性を認め、ポルトガル側に付けるためにポルトガル領モザンビークの行政ポストをオファーした。しかしモンドラーネはオファーに興味を示さず、後に確かな指導者を欠いていたモザンビークの独立を目指す運動にタンザニアで加盟した。1962年にモンドラーネは既存の独立勢力を統合して新たに創設されたモザンビーク解放戦線（FRELIMO）の書記長に選出された。1963年に彼はタンザニアのダルエスサラームにてモザンビーク在外代表に就任した。西側諸国とソビエト連邦双方、及びアフリカ諸国の協力により、FRELIMOは1964年にポルトガルからの独立を目指してゲリラ戦争を開始した。FRELIMOは当初指導権が分離しており、モンドラーネが指導した派閥は単なる独立戦争を望まず、社会主義社会の建設を望み、ドス・サントス、マシェル、シサノらと党中央委員会の多数派はこの見解を共にしていた。反対派のンカヴァンダメ、シマンゴらは独立を求めていたものの、社会環境の根本的な変容は望まず、黒人エリートが白人エリートに取って代わることを望んでいた。社会主義者の立場は1968年7月に開催された第二回党大会で承認され、モンドラーネは党書記長に再任され、農民（早期の「クーデター」を狙うことに反対した）との協力を基盤にした遅延戦争戦略が採用された。

## 死去
1969年に爆弾が仕込まれた本がタンザニアのダルエスサラームのFRELIMO本部のモンドラーネ宛に送られた。爆弾は爆発し、モンドラーネは死亡した。ポルトガルの諜報機関であり秘密警察のPIDE/DGS、そしてFRELIMOの一部分子がこの政治的殺人によってそれぞれ異なる歴史家達に非難されている。

## 遺産と敬意

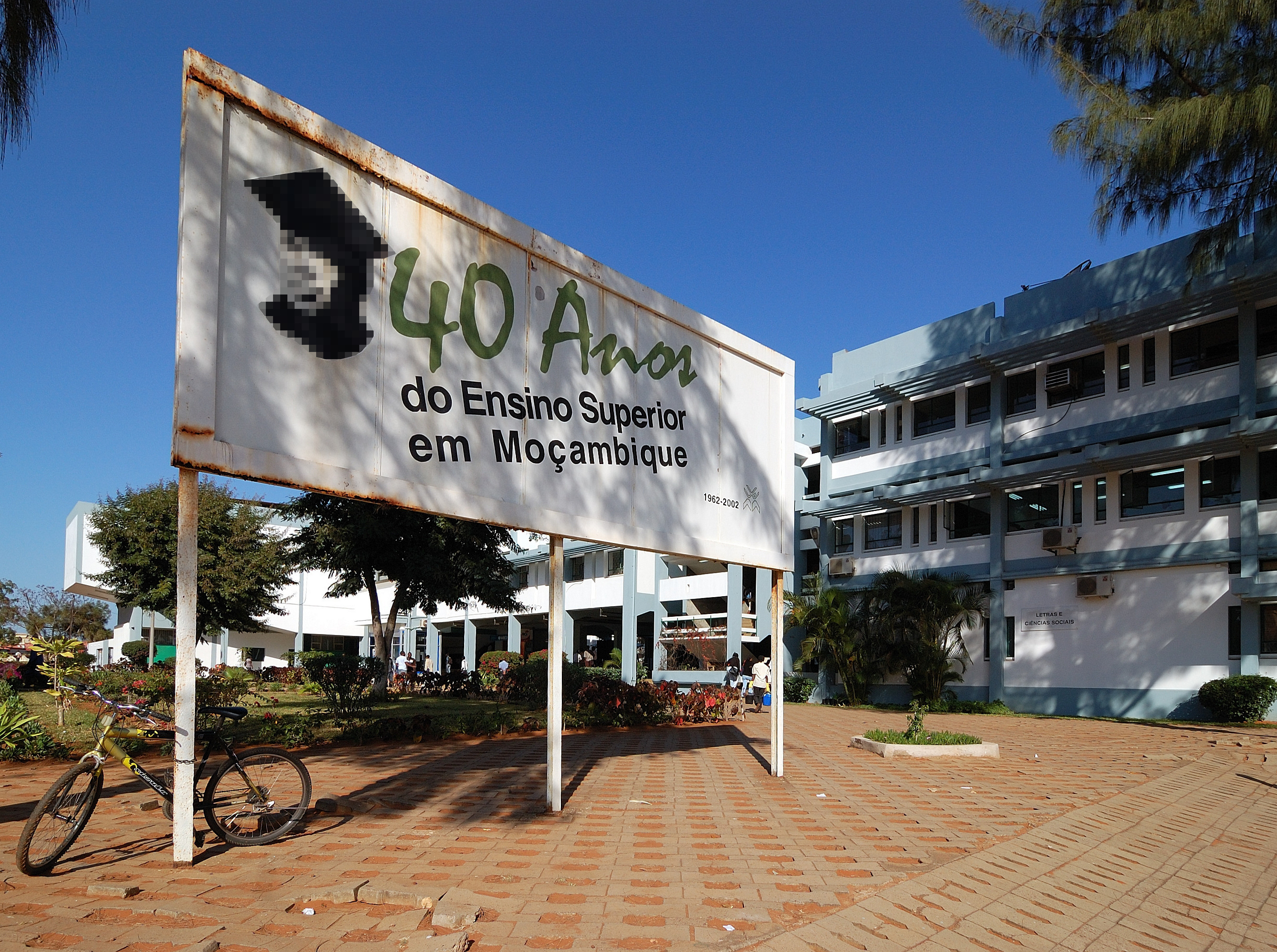
エドゥアルド・モンドラーネ大学（2009年）。

モンドラーネの死は1969年にオベリン大学の旧友や友人によって開かれた葬儀で悲しまれた。ザ・レヴァーエンド・エドワード・ホーリーはモンドラーネの葬儀でこう語っている。「…彼は尊厳と自己決定という真実のために死んだのである。」。
1970年代初頭には、FRELIMOの7,000人の精強なゲリラ部隊はモザンビークの中央部と北部の支配をポルトガルの権力から奪取していた。独立派のゲリラは約60,000人のポルトガル軍を従事させ、多くはポルトガル行政が主要な水力発電ダムを建設していたカオラ・バッサ地域に集中していた。1974年にカーネーション革命によってエスタード・ノーヴォ政権が崩壊し、ポルトガルの海外領土政策が劇的に転換を遂げると、1975年6月25日にポルトガルは新たな独立国家の権限をFRELIMOに移譲した。
1975年にポルトガルによってポルトガル時代の首都名だったロウレンソ・マルケスから命名されたロウレンソ・マルケス大学は、エドゥアルド・モンドラーネ大学に改名された。同大学は現在も、マプートと呼ばれている独立したモザンビークの首都に位置している。

## 著作
- Eduardo Mondlane, The Struggle for Mozambique. 1969, Harmondsworth, Penguin Books.
  - 野間寛二郎、中川忍：訳『アフリカ革命＝モザンビクの闘争』理論社、1971年
- "Conversations with Eduardo Mondlane", by Helen Kitchen. In Africa Report, #12 (November 1967), p.51.

## 脚註
1. ↑  Kenneth Maxwell, The Making of Portuguese Democracy, Cambridge University Press, 1995, ISBN 0521585961, 9780521585965